# Bogutschany-Talsperre
Die Bogutschany-Talsperre mit dem Kraftwerk Bogutschanskaja GES (russisch Богучанская ГЭС) ist ein 2012 fertiggestelltes Wasserkraftwerksprojekt an der Angara in Russland, Region Krasnojarsk, Sibirien. In den 1990er Jahren wurde der 1974 begonnene Bau aus Geldmangel eingestellt. Die Arbeiten wurden 2006 wieder aufgenommen; am 15. Oktober 2012 wurde das Kraftwerk nach dem Einbau der ersten zwei von neun Turbinen eingeweiht.
Das Projekt zählt zu den größten Wasserkraft-Projekten Russlands und soll der Versorgung eines Aluminiumwerkes und weiterer Industrie dienen. Der Stausee wird vom Inhalt her einer der 20 größten der Erde sein.
Heutiger Erbauer und späterer Betreiber ist die Aktiengesellschaft OAO Bogutschanskaja GES, die von RusHydro (früher HydroOGK) und RUSAL kontrolliert wird.

Das Bauwerk besteht aus einer 774 Meter langen Gewichtsstaumauer, kombiniert mit einem 1816 Meter langen Felsschüttdamm. Als Höhe werden neben 79 auch 87 m und als Betonvolumen neben 1,612 auch 3 Millionen m³ angegeben.
Das Projekt bringt auch einige Nachteile mit sich. Von Gegnern werden genannt: Umsiedlung hunderter Menschen, verschlechterte Wasserqualität, auch schlechteres Grundwasser, zerstörte Fischfanggebiete, schlechte Planung und Ausführung.
An der Angara gibt es noch drei weitere bereits fertige Wasserkraftwerke oberhalb von Bogutschany: Ust-Ilimsk (1977), Bratsk (1964) und Irkutsk (1956). 